# Dictator superbus
Dictator superbus är en skalbaggsart som beskrevs av Aurivillius 1914. Dictator superbus ingår i släktet Dictator och familjen långhorningar. Inga underarter finns listade i Catalogue of Life.